# Татауїн
Татауїн (араб. تطاوين, фр. Tataouine, бербер. Tiṭṭawin) — місто на півдні Тунісу, столиця вілаєта Татауїн.
Визначною пам'яткою міста є місцеві ксури — укріплені берберійські зерносховища, зокрема Ксар-Улед-Солтан, Шеніні і Дуїрет. На початок ХХІ сторіччя поселення з глинобитною архітектурою, де містилися ці зерносховища, покинуті.
Татауїн здобув популярність завдяки фільму Дж. Лукаса «Зоряні війни», який знімався в різних місцях Тунісу, у тому числі і в самому Татауїні, на честь якого назвали планету Татуїн. При цьому більшість пейзажів інопланетного Татуїна знімалися в іншому місті — Матмата. Також Татауїн зображений в одній з серій фільму «Секретні матеріали» під своєю повною назвою Фум-Татауїн. За сценарієм, тут знаходилася позаземна вірусологічна лабораторія.

## Клімат
Місто знаходиться у зоні, котра характеризується кліматом тропічних пустель. Найтепліший місяць — липень із середньою температурою 28.9 °C (84 °F). Найхолодніший місяць — січень, із середньою температурою 10 °С (50 °F).
| Клімат Татауїна         | Клімат Татауїна | Клімат Татауїна | Клімат Татауїна | Клімат Татауїна | Клімат Татауїна | Клімат Татауїна | Клімат Татауїна | Клімат Татауїна | Клімат Татауїна | Клімат Татауїна | Клімат Татауїна | Клімат Татауїна | Клімат Татауїна |
| Показник                | Січ.            | Лют.            | Бер.            | Квіт.           | Трав.           | Черв.           | Лип.            | Серп.           | Вер.            | Жовт.           | Лист.           | Груд.           | Рік             |
| Середній максимум, °C   | 15              | 17,2            | 20              | 25              | 28,9            | 32,8            | 37,2            | 36,1            | 33,9            | 27,8            | 22,2            | 16,1            | 26              |
| Середня температура, °C | 10              | 12,2            | 14,4            | 18,9            | 22,8            | 26,7            | 28,9            | 28,9            | 27,8            | 22,2            | 16,7            | 11,7            | 20,1            |
| Середній мінімум, °C    | 5               | 7,2             | 8,9             | 12,8            | 16,1            | 20              | 21,1            | 22,2            | 21,1            | 16,1            | 11,1            | 7,2             | 14,1            |
| Норма опадів, мм        | 22              | 15              | 26              | 11              | 7               | 1               | 0               | 2               | 8               | 16              | 17              | 14              | 139             |
| Днів з опадами          | 4               | 3               | 4               | 3               | 2               | 1               | 1               | 1               | 2               | 3               | 4               | 4               | 32              |
| ----------------------- | --------------- | --------------- | --------------- | --------------- | --------------- | --------------- | --------------- | --------------- | --------------- | --------------- | --------------- | --------------- | --------------- |
| Джерело: Weatherbase    |                 |                 |                 |                 |                 |                 |                 |                 |                 |                 |                 |                 |                 |